# جيرت دن اودن
جيرت دن اودن (بالهولندية: Geert den Ouden)‏ (24 يوليو 1976 بدلفت في هولندا - ) هو لاعب كرة قدم هولندي في مركز الهجوم. لعب مع أدو دين هاغ ودي غرافشاب وفيلم تو تيلبورغ ونادي إكسلسيور ونادي فاليتا ونادي يورغوردينس ونادي روسيندال ‏ وDayton Dutch Lions ‏.

## روابط خارجية
- جيرت دن اودن على موقع قاعدة بيانات كرة القدم.إي يو (الإنجليزية)
- جيرت دن اودن على موقع Soccerway.com (الإنجليزية)